# Meszes, Borsod-Abaúj-Zemplén
Meszes este un sat în districtul Edelény, județul Borsod-Abaúj-Zemplén, Ungaria, având o populație de 200 de locuitori (2011). 

## Demografie
Componența etnică a satului Meszes
     Maghiari (98,3%)
     Germani (1,7%)
Componența confesională a satului Meszes
     Romano-catolici (36%)
     Reformați (31%)
     Fără religie (7%)
     Greco-catolici (4%)
     Necunoscută (22%)
     Alte religii (2%)
Conform recensământului din 2011, satul Meszes avea 200 de locuitori. Din punct de vedere etnic, majoritatea locuitorilor (98,3%) erau maghiari, cu o minoritate de germani (1,7%). Nu există o religie majoritară, locuitorii fiind romano-catolici (36,0%), reformați (31,0%), persoane fără religie (7,0%) și greco-catolici (4,0%). Pentru 22,0% din locuitori nu este cunoscută apartenența confesională.